# BKMA Jerevan
BKMA is een Armeense voetbalclub uit Jerevan.
In het Sovjet-Unie tijdperk werd de Centrale Sport Club van het leger opgericht in 1947 in Jerevan. De club werd gewoonlijk aangeduid met de Russische afkorting CSKA Jerevan.
Na de onafhankelijkheid van Armenië in 1991 maakte BMKA zijn professionele debuut in de Armeense voetbalcompetitie. De club werd ingedeeld in de 1e divisie van Armenië de Aradżin chumb waarin ze meteen de derde plaats bereikten.
In het seizoen 1995/96 finishte de club als tweede en won de promotie play-off tegen het in 2002 opgeheven Aragats Gyumri FC. Halverwege het seizoen 1997 werd de club echter opgeheven.
In 2019 werd BKMA heropgericht dankzij de inspanningen van David Tonoyan, minister van defensie van Armenië. De club eindigde als vierde en wist een seizoen later, dankzij een tweede plaats, promotie naar het hoogste niveau te bewerkstelligen.
FA Alasjkert · 
Ararat Jerevan · 
FC Ararat-Armenia ·
BKMA ·
Gandzasar Kapan ·
FC Noah ·
FC Pjoenik Jerevan · 
Sjirak Gjoemri ·
FC Urartu ·
FC Van ·
FC West Armenia
Alasjkert B · 
FC Andranik ·
Ararat B · 
Ararat-Armenia B · 
BKMA B ·
Gandzasar Kapan · 
Lernayin Artsakh · 
FC Nikarm ·
FC Noah B ·
Onor FC ·
Pjoenik B · 
FC Sjoenik · 
MIKA Asjtarak · 
Sjirak Gjoemri B ·
Urartu B